# Aeroporto Internacional Vnukovo
Aeroporto Internacional Vnukovo (Международный аэропорт Внуково) (IATA: VKO, ICAO: UUWW), é um aeroporto internacional localizado a 28km sudoeste do centro de Moscovo. 
É um dos 3 maiores aeroportos que servem Moscovo, (juntamente com o Aeroporto Internacional Domodedovo e o Aeroporto Internacional Sheremetyevo. Em 2010, o aeroporto registou 9.46 milhões de passageiros, o que representa um crescimento de 22.5% comparativamente ao ano de 2009.
O Aeroporto de Vnukovo foi aberto e utilizado para operações militares durante a Segunda Guerra Mundial, tornando-se depois um aeroporto civil no final da guerra.
O administrador delegado da Total Christophe de Margerie morreu em 20 de outubro de 2014 aos 63 anos de idade durante uma aterragem de emergência neste aeroporto, na sequência de uma colisão com um limpa-neves em serviço na pista. O acidente ocorreu às 23h59m hora de Moscovo, e o avião era um Falcon 50 com a matrícula F-GLSA. Além de Christophe de Margerie faleceram no acidente os três membros da tripulação.